# Philippe Aigrain

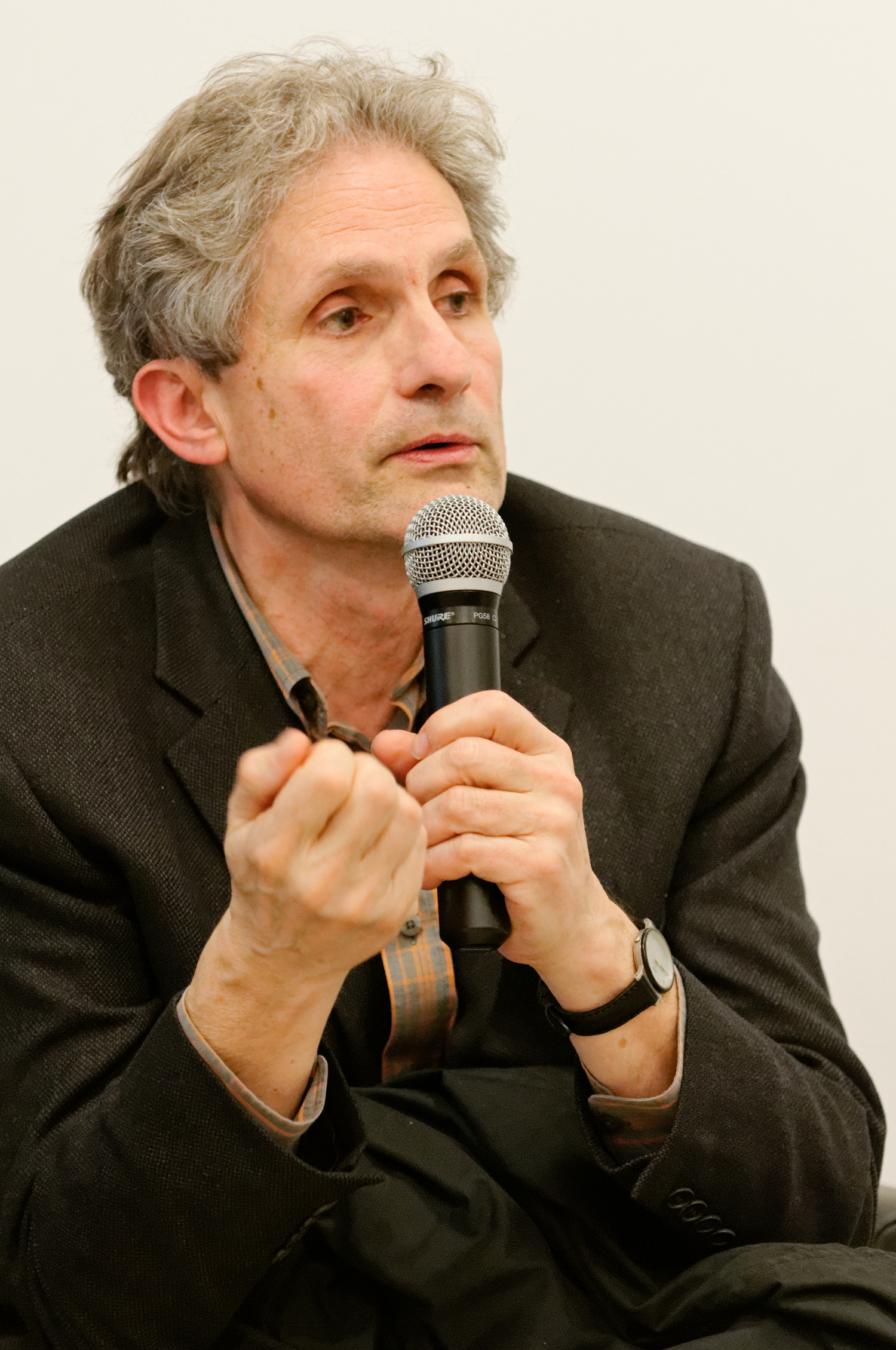
Philippe Aigrain

Philippe Aigrain (ur. 15 lipca 1949, zm. 11 lipca 2021) – francuski informatyk i badacz. Był odpowiedzialny za programy ESPRIT oraz IST prowadzone przez Komisję Europejską.
Aigrain jest jednym z dyrektorów Software Freedom Law Center (Centrum Prawne Wolności Oprogramowania) wraz z Ebenem Moglenem i Lawrancem Lessigiem, zasiada również w radzie Nexa Center for Internet & Society obok Charles’a Nessona i Jochaja Benklera. Philippe Aigrain jest jednym z założycieli grupy La Quadrature du Net.
Wielokrotnie zabierał głos przeciwko patentom na oprogramowanie. Philippe Aigrain jest również zaangażowany w debatę o ustawie DADVSI (ustawa o prawie autorskim i prawach pokrewnych w społeczeństwie informacyjnym) we Francji.

## Życiorys
W roku 1980 uzyskał doktorat na VII Uniwersytecie Paryskim im. Denisa Diderot, oraz w 1991 roku wsparcie bezpośrednich badań. Od 1986 do 1996 na Institut de Recherche en Informatique de Toulouse kierował zespołem badawczym zajmującym się indeksowaniem multimediów.
W latach 1996–2003 był odpowiedzialny w Komisji Europejskiej za politykę wspierania wolnego oprogramowania.
Od 2003 roku prowadzi spółkę Sopinspace („Society for Public Information Spaces”), rozwijającą wolne oprogramowanie i usługi zbudowane na nim na polu systemów informacyjnych.

## Publikacje
W książce „Cause commune, l'information entre bien commun et propriété” tłumaczy jak ekonomiczna, społeczna i kulturalna mniejszość reprezentowana przez duże grupy próbuje usuwać informacyjne dobra wspólne. Przedstawiciele świata polityki często mylnie utożsamiają swoje interesy z interesami tej mniejszościowej grupy. Celem propozycji reform prawa własności intelektualnej powinna być próba osiągnięcia nowego wyważenia pomiędzy dobrem publicznym a własnością.
W książce „Dzielenie się: Kultura i gospodarka epoki internetu” („Sharing: Culture and the Economy in the Internet Age”) buduje koncepcję gromadzenia i podziału środków finansowych na rzecz twórców jako „twórczego udziału” (ang. creative contribution) na który składa się całe społeczeństwo.
W eseju „For a coalition of the commons” zaprezentował pomysł europejskiej koalicji zwolenników informacji jako dobra wspólnego.